# Universal Zulu Nation

Logo hnutí Universal Zulu Nation

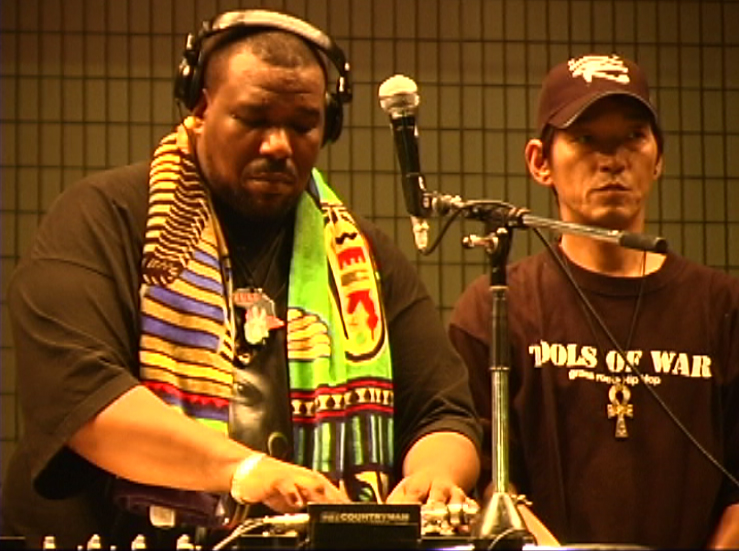
Zakladatel hnutí Afrika Bambaataa (vlevo)

Universal Zulu Nation (česky Světový národ Zulu) je mezinárodní hip-hopové hnutí založené umělcem Afrikou Bambaataem. Jeho zastánci se snaží šířit poselství, jež tvrdí, že hip-hop byl založen k šíření lásky, míru, jednoty a zábavy mezi obyvateli ghett a později také všech příznivců hip-hopové kultury.

## Historie
Původně bylo hnutí založeno pod názvem Organization v 70. letech 20. století z newyorského gangu Black Pads, který byl z jižního Bronxu. Pár dalších gangů přispělo dalšími členy, například Savage Nomads, Seven Immortals či Savage Skulls. Členové hnutí začali pořádat kulturní akce pro mladé, v kterých se mísily různé druhy tanců a hudebních žánrů, což se časem stalo základními pilíři hip-hopové kultury. Zakladatel Afrika Bambaataa tvrdí, že název hnutí byl inspirován stejnojmenným filmem z roku 1964.
Image hnutí zažilo několik proměn. V 70. a 80. letech 20. století nosili členové typické oděvy rozličných světových kultur, což mělo symbolizovat filozofii hnutí ohledně světové kulturní sjednocenosti. V 80. letech 20. století mělo hnutí již autonomní odnože v Japonsku, Francii, Spojeném království, Austrálii, Kanadě, Jižní Koreji a Jihoafrické republice. Ve stejné dekádě začali hip-hopoví umělci jako KRS-One, A Tribe Called Quest či kolektiv Native Tongues oslavovat africkou kulturu, Zulu Nation tak začalo přebírat doktríny z afro-centrických hnutí typu Nation of Islam, Nuwaubian Nation či Nation of Gods and Earths. V nadcházející dekádě se hnutí začalo štěpit do menších odnoží jako například Ill Crew Universal. V roce 2016 Afrika Bambaataa odstoupil z čela hnutí po obvinění ze sexuálního obtěžování mladších členů hnutí. Ronald Savage byl jeden z prvních, kdo o tomto údajném obtěžování veřejně promluvil.

## Významní členové
- DJ Kool Herc
- Professor Griff
- Joeystarr
- Fab Five Freddy
- Ryuichi Sakamoto
- Kurtis Blow
- Spoonie Gee
- Kool Moe Dee
- Ice-T
- Immortal Technique
- Soul Messiah
- Big Boi
- Ad-Rock
- MC Spice
- 9th Wonder
- Lovebug Starski
- Jam Master Jay†
- Phife Dawg†